# Vermicella
Vermicella es un género de serpientes venenosas de la familia Elapidae. Viven en el este de Australia. Aunque son venenosas su veneno no es lo suficientemente potente como para matar a un humano. Se alimentan exclusivamente de peramélidos y víboras ciegas. Tienen hábitos nocturnos.

## Especies
Siete especies son reconocidas como válidas. A mediados de 2018, se descubrió en Australia una nueva especie de bandy-bandy, visualmente casi idéntica a "Vermicella annulata". La especie llamada Vermicella parscauda es considerablemente más venenosa, con una toxina que es comparable a la de la serpiente negra de vientre rojo.
- Vermicella annulata (Gray, 1841)
- Vermicella calonotus (Duméril, Bibron & Duméril, 1854)
- Vermicella intermedia Keogh & Smith, 1996
- Vermicella multifasciata (Longman, 1915)
- Vermicella snelli Storr, 1968
- Vermicella vermiformis Keogh & Smith, 1996
- Vermicella parscauda[3] Derez, 2018